# Cultist Simulator
Cultist Simulator es un videojuego de simulación basado en cartas desarrollado por el estudio independiente Weather Factory y publicado por Humble Bundle. Se lanzó para sistemas informáticos Windows, macOS y Linux en mayo de 2018, con versiones móviles publicadas por Playdigious y lanzadas en abril de 2019. En febrero de 2021 se lanzó también para Nintendo Switch .
Ambientado en un escenario de horror lovecraftiano de los años 1920, el jugador utiliza seguidores humanos junto con textos y herramientas ocultas para descubrir y seguir diversos caminos hacia la inmortalidad. Durante el juego, es crucial evitar muertes causadas por el hambre, la desesperación, la locura o la atención de poderosos adversarios. La experiencia del juego se desarrolla a través de una serie de cartas que se mueven sobre una mesa, y ocasionalmente se extraen cartas de un mapa que representa una realidad trascendente accesible en los sueños.
Para tener éxito, es necesario familiarizarse parcialmente con la intrincada mitología de "Historias Secretas", creada para este juego y para los proyectos relacionados de Weather Factory, "Book of Hours" y el juego de rol de mesa "The Lady Afterwards". Los críticos elogiaron la narrativa del juego, mientras que otros criticaron su ritmo.

## Jugabilidad

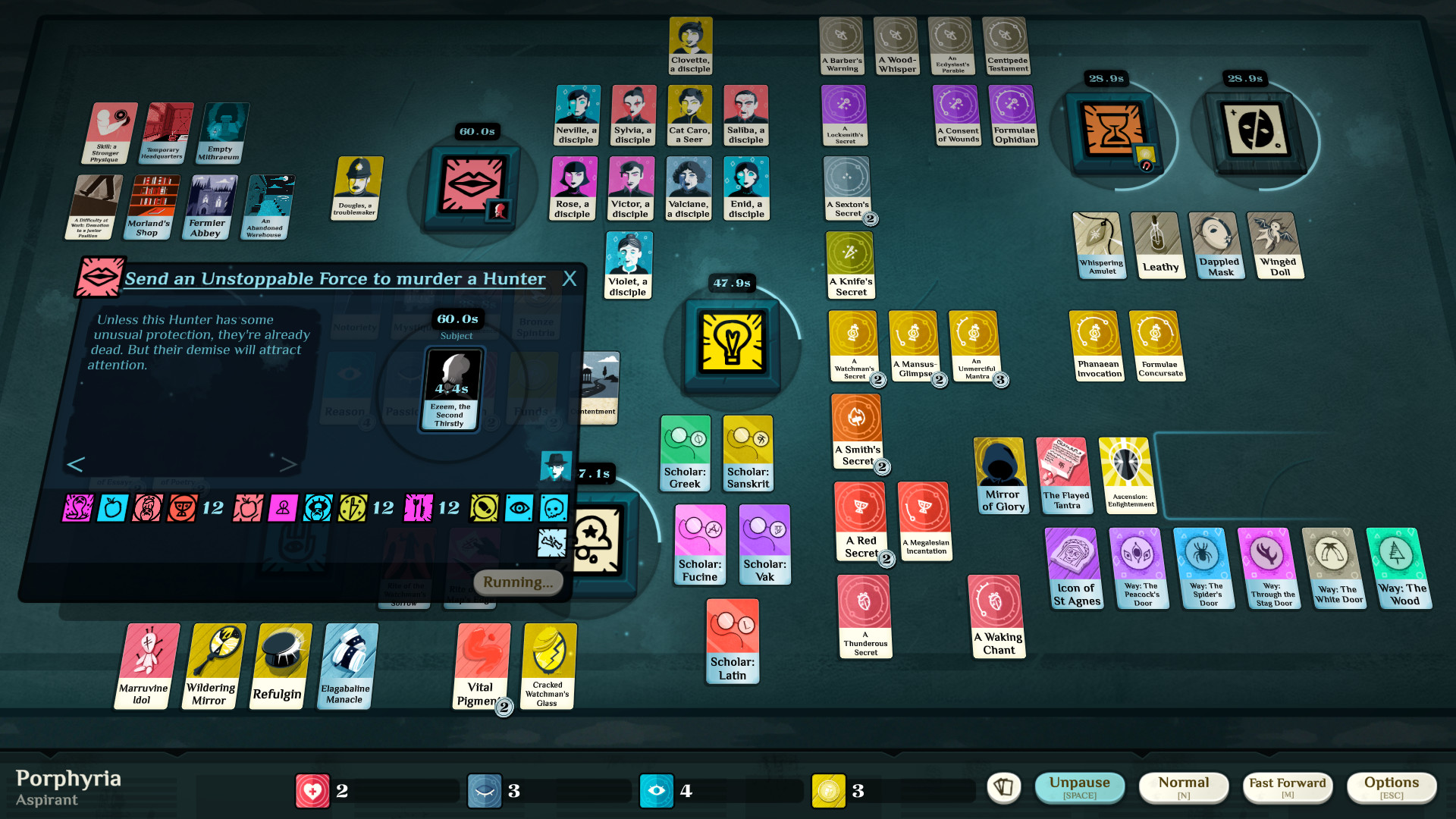
Captura de pantalla hacia las últimas etapas del juego.

Cultist Simulator es un juego de simulación, también está clasificado como un roguelike. El jugador asume el papel de un ciudadano de una de varias capitales europeas de la década de 1920, presumiblemente Londres. Las acciones del jugador pueden llevar a la creación de un culto ilegal en busca de una semidivinidad para sí mismo o para otros. La mecánica del juego se presenta como una combinación de cartas de juego y casillas de "verbos", es decir, botones de acción en los que se colocan las cartas. Las cartas pueden representar PNJ humanos y no humanos, atributos como salud, pasión o razón, dominio de idiomas, libros ocultistas y fragmentos de historia, rituales, trabajos cotidianos, influencias obtenidas de sueños, obsesiones, ciudades, excavaciones, herramientas e ingredientes mágicos, monedas, etc. Las decisiones del jugador implican combinar estas cartas en diferentes casillas de "Verbos" con resultados variados. El jugador pone cartas en los verbos, que pueden responder exigiendo más cartas o sacándolas directamente de la mesa, iniciando un temporizador para determinar cuándo se pueden recolectar las cartas de salida. El personaje inicial predeterminado, "Aspirante", comienza solo con un verbo "Trabajar" y dos cartas: un trabajo manual y la salud necesaria para trabajar un turno. Después del temporizador, el jugador recoge una carta de Salud agotada temporalmente, el trabajo y cartas que representan algunos fondos.
A medida que avanza el juego, pueden aparecer nuevos botones de acción. Algunas de estas son beneficiosas, ya que agregan más opciones que los jugadores pueden realizar, como Estudiar, Hablar, Explorar o Soñar. Otros botones de acción perjudican el progreso del jugador. Por ejemplo, los jugadores eventualmente obtendrán un botón de acción que refleja el paso del tiempo de su personaje en el juego, que consumirá automáticamente cartas de riqueza; si el jugador no tiene cartas de riqueza cuando se completa el temporizador de esta acción, obtendrá cartas de Hambre, lo que conduce a una cadena de cartas y botones de acción que pueden llevar a la muerte del personaje. Algunas cartas, a menudo generadas por botones de acción, también tienen temporizadores adjuntos, que se agotarán o pueden revertirse a un tipo de carta diferente. El juego se desarrolla en tiempo real, pero el jugador tiene la opción de pausar el juego para revisar las cartas y acciones, y colocar o recolectar cartas del tablero. El juego, en definitiva, tiene muchas condiciones de victoria y fracaso paralelas diferentes, ambas basadas en rutas "sensatas" y "locas" que el personaje del jugador puede descubrir. 

## Trama
El juego carece de una estructura de trama central que el jugador siga. En cambio, la historia del juego se revela a través de una variedad de lectura de libros encontrados, exploraciones de diferentes ruinas y otros métodos. Para lograr esto, el jugador puede aprender a hablar una variedad de idiomas para ayudar a decodificar los conocimientos encontrados, como el latín, el griego o el sánscrito,
Además, a medida que avanza la historia, el jugador atraerá la atención en forma de "Cazadores", agentes de la oficina de supresión enviados para buscarlo, y "Rivales", otros líderes de culto que buscan obtener los mismos secretos y poder que usted. Parte de tu papel en el juego es mitigar estas dos facciones. Si un jugador muere durante una carrera, el juego se reiniciará a menudo y el nuevo personaje del jugador investigará la misteriosa muerte del personaje del jugador anterior.

## Desarrollo
Weather Factory es un estudio de juegos independiente creado por Alexis Kennedy, quien anteriormente había fundado Failbetter Games . Failbetter había desarrollado varios juegos basados en historias de terror gótico y lovecraftiano, incluido Fallen London. Kennedy se separó de Failbetter y fundó Weather Factory en 2016, buscando un rol más práctico en diseño y redacción que su rol centrado en la gestión en Failbetter. Cultist Simulator representó el primer juego del estudio y un título experimental que podían producir rápidamente con costos mínimos. Humble Bundle publicó el juego.
El uso de sistemas narrativos basados en cartas era algo con lo que Kennedy ya estaba familiarizado a través de Fallen London. Kennedy dijo que un enfoque basado en cartas ayudó a hacer tangibles los conceptos y permitió a los jugadores organizar las cartas como mejor les pareciera. Cultist Simulator representó la interpretación más minimalista que Kennedy pudo hacer del concepto basado en cartas, ya que las cartas representaban un vasto vocabulario de términos dentro del juego. Si bien Kennedy proporcionó elementos de interfaz de usuario para ayudar al jugador a comprender dónde colocar las cartas, gran parte de la estrategia y el razonamiento era algo que quería que los jugadores descubrieran por sí mismos. Kennedy hizo esto para imitar los sistemas de creación de otros juegos de rol y para crear la sensación lovecraftiana en el juego. Kennedy dijo que el jugador "será capaz de combinar la comprensión de esta tradición tan profunda y tan complicada de la misma manera que los estudiosos de Lovecraft realmente lo están haciendo en la ficción".
Kennedy anunció el proyecto en septiembre de 2016, proporcionando una versión web simplificada y gratuita de cómo se jugaría el juego, y con planes de utilizar Kickstarter para recaudar fondos para una fecha de lanzamiento prevista para octubre de 2017. Kennedy lanzó Kickstarter en septiembre de 2017 y retrasó la fecha de lanzamiento hasta mayo de 2018; Kickstarter logró obtener £82,000 de su objetivo de recaudación de fondos £30,000 El juego se lanzó el 31 de mayo de 2018 para los sistemas Microsoft Windows, macOS y Linux .
Kennedy amplió Cultist Simulator a través de contenido descargable siguiendo el modelo de Paradox Interactive . El primer contenido de este tipo, "The Dancer", se lanzó el 16 de octubre de 2018. Una actualización gratuita lanzada el 22 de enero de 2019 incluye un juego final extendido, donde el jugador tiene el desafío de tomar a su exitoso líder de culto y elevarlo a un estado divino. Dos paquetes DLC adicionales, "Priest" y "Ghoul", se lanzaron en mayo de 2019, junto con Cultist Simulator: Anthology Edition, que incluye el juego y todo el contenido DLC en un solo paquete. En mayo de 2020, se lanzó un DLC llamado "Exile", que cambió las mecánicas de investigación de historia y construcción de cultos del juego base por el vuelo a través de un mapa de Eurasia y el norte de África de la década de 1920, evitando la persecución de gánsteres ocultos.
Publicado por Playdigious, puertos para iOS y Android y lanzado el 2 de abril de 2019. El 2 de febrero de 2021 se lanzó un port para Nintendo Switch titulado Cultist Simulator: Initiate Edition.

## Recepción
Cultist Simulator recibió críticas mixtas en Metacritic .
TouchArcade elogió el estilo visual del juego, destacando que capturaba maravillosamente "la estética de principios del siglo XX en la narrativa del juego". Por otro lado, Nintendo World Report mencionó que podría llevar mucho tiempo lograr un progreso significativo y que era fácil cometer errores que reiniciaran el juego. PC Gamer apreció cómo el enfoque de prueba y error fomentaba la experimentación: "cada fracaso aporta un poco más de conocimiento sobre el funcionamiento del juego y cómo evitar los desastres que ocurrieron anteriormente". Eurogamer alabó el texto, señalando que evocaba una mezcla proteica de acertijos, notas al margen, rumores clandestinos y epítetos mordaces.
Según Alexis Kennedy, las ventas de Cultist Simulator ' las 35.000 unidades en seis días desde su lanzamiento, lo que permitió que el juego alcanzara el punto de equilibrio y generara ganancias en su primera semana. Sus ventas fueron similares en volumen a las de Sunless Sea durante el mismo período.
Cultist Simulator ganó el premio al "Mejor diseño de juego emocional" en los Emotional Game Awards 2018. Fue nominado en las categorías "Juego Debut" e "Innovación en Juegos" para la 15.ª edición de los Premios de la Academia Británica de Juegos, y ganó los premios a "Mejor Diseño de Juego" y "Mejor Innovación" en los Premios Develop:Star, mientras que su otra nominación fue a "Mejor Narrativa".